# Барсегян Тигран Ашотович
Тигран Ашотович Барсегян (вірм. Տիգրան Աշոտի Բարսեղյան, нар. 22 вересня 1993, Єреван) — вірменський футболіст, півзахисник клубу «Слован» (Братислава) та національної збірної Вірменії.

## Клубна кар'єра
У дорослому футболі дебютував 2010 року виступами за команду клубу «Бананц», в якій провів один сезон, взявши участь у 2 матчах чемпіонату.
Згодом з 2011 по 2016 рік грав у складі команд клубів «Гандзасар», «Міка» та «Гандзасар».
Своєю грою за останню команду привернув увагу представників тренерського штабу клубу «Вардар», до складу якого приєднався 2016 року. Відіграв за клуб зі Скоп'є наступні три сезони своєї ігрової кар'єри. У складі «Вардара» був одним з головних бомбардирів команди, маючи середню результативність на рівні 0,37 голу за гру першості.
До складу клубу «Кайсар» приєднався на початку 2019 року і за підсумками сезону виграв з командою Кубок Казахстану.
24 січня 2020 року підписав дворічний контракт з іншою місцевою командою, «Астаною», у складі якої вже наступного місяця зіграв свою першу гру за новий клуб, вигравши Суперкубок Казахстану у матчі проти свого попереднього клубу «Кайсар» (1:0). Загалом провів у команді два сезони, зігравши у 57 іграх в усіх турнірах і забивши 15 голів.
Наприкінці 2021 року, як вільний агент, уклав трирічний контракт зі словацьким клубом «Слован» (Братислава). Дебютував за братиславців 12 лютого 2022 року у грі чемпіонату проти «Сениці» (5:0) замінивши на 68-й хвилині Самуела Мраза. Загалом до кінця сезону 2021/22 зіграв у 10 іграх чемпіонаті у забив 4 голи, допомігши команді виграти чемпіонат Словаччини.

## Виступи за збірні
2014 року залучався до складу молодіжної збірної Вірменії. На молодіжному рівні зіграв у 4 офіційних матчах.
25 березня 2016 року дебютував в офіційних матчах у складі національної збірної Вірменії в товариському матчі зі збірною Білорусі, в якому вийшов на заміну на 81-й хвилині замість Едгара Манучаряна

## Титули і досягнення

### Клубні
- Чемпіон Македонії (1):

Вардар: 2016-17
- Володар Кубка Казахстану (1):

Кайсар: 2019
- Володар Суперкубка Казахстану (1):

«Астана»: 2020
- Чемпіон Словаччини (4):

«Слован»: 2021-22, 2022-23, 2023-24, 2024-25

### Індивідуальні
- Найкращий бомбардир Словацької Суперліги (2): 2023/24 (13 голів), 2024/25 (20 голів)